# حجر المعونة

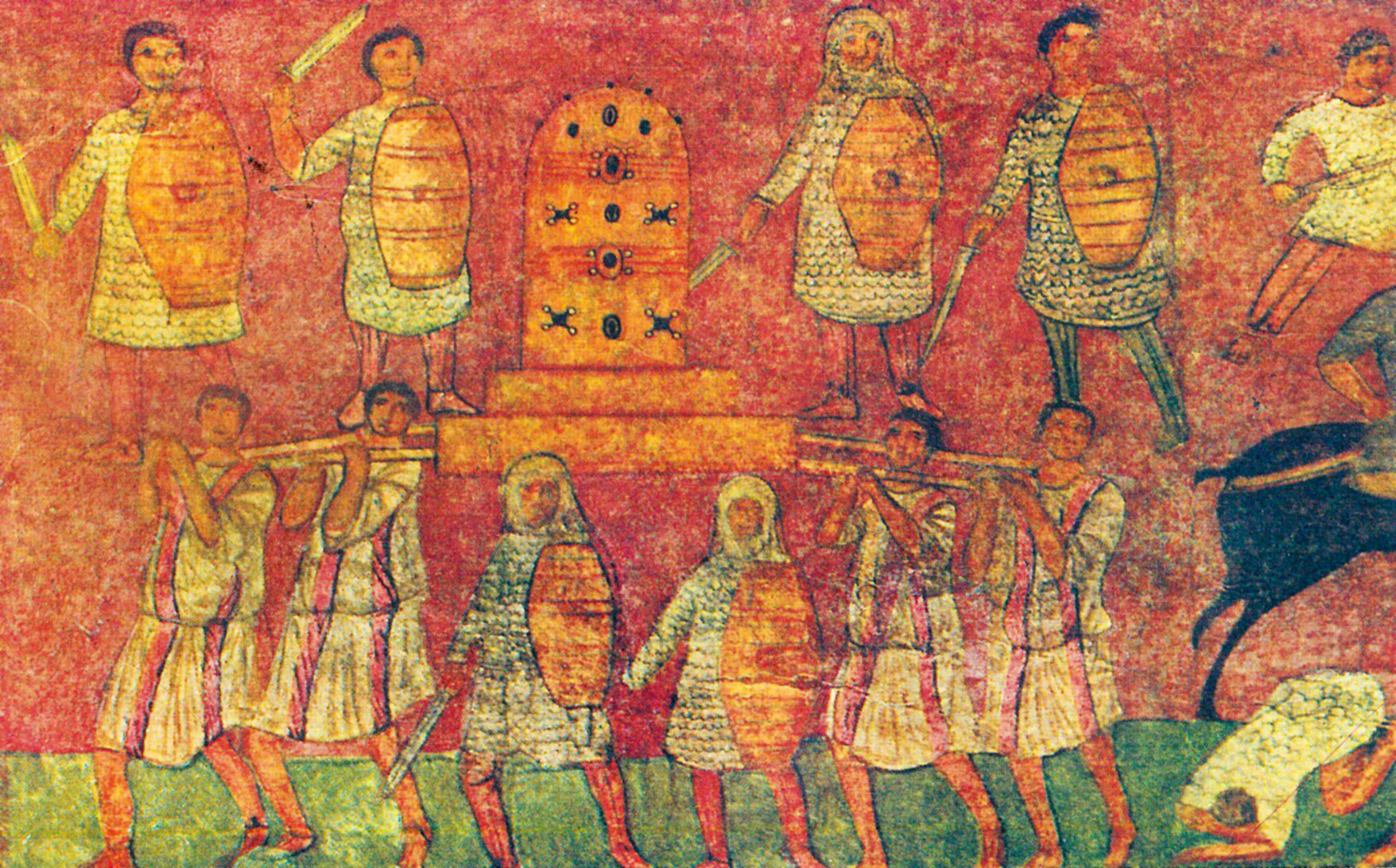
تصوير معركة حجر المعونة (قبل 244 م)

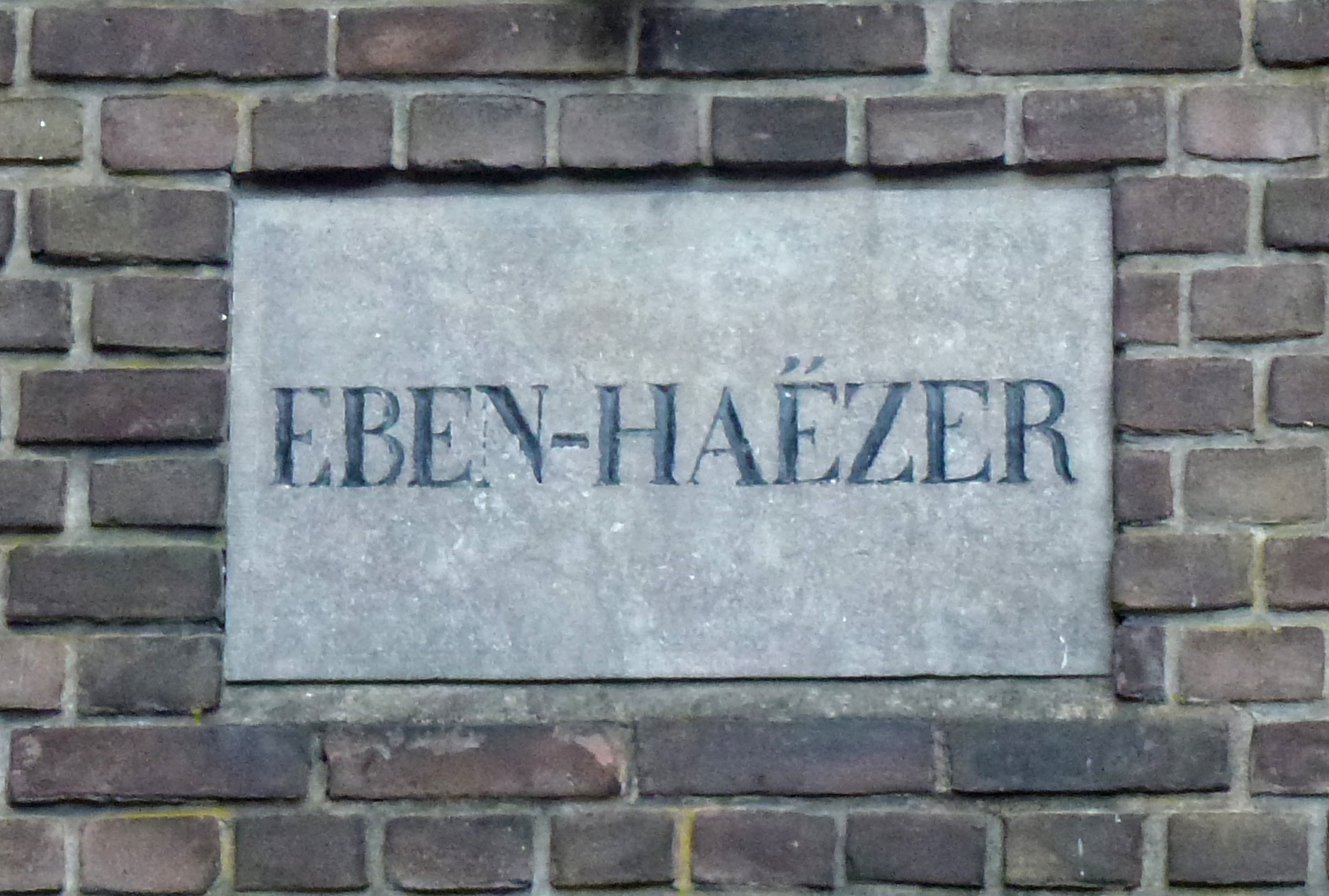
لافتة في خاودا، هولندا كتب عليها «أبين عازر» وهو الاسم العبري لحجر المعونة.

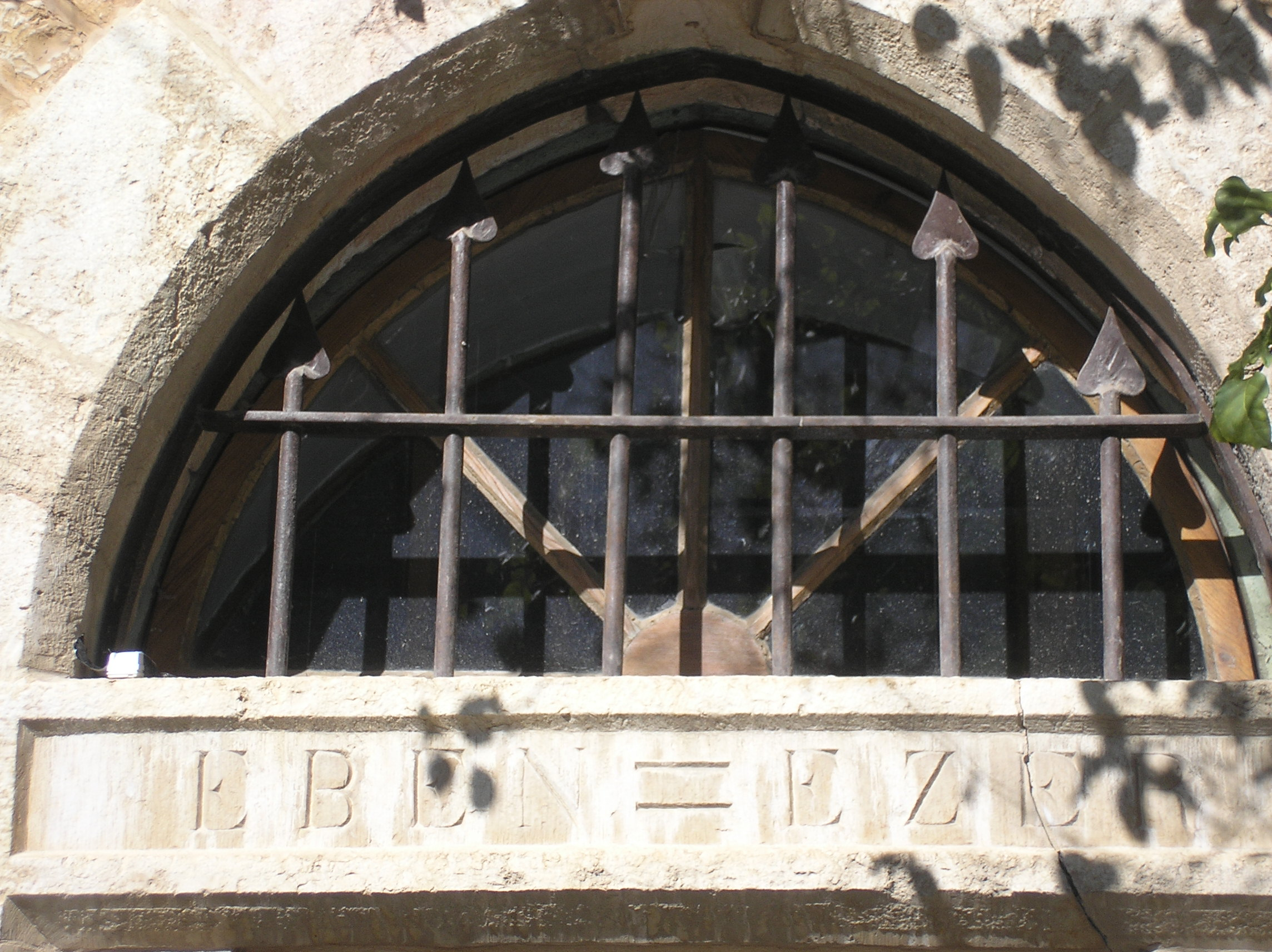
نقش كلمة "أبين عازر" فيشارع عيمق رفائيم في القدس

أبين-عازر (بالعبرية: אבן העזר‏)، تُرجمت في النسخ العربية إلى حجر المعونة هو اسم موقع ذُكِرَ في سفر صموئيل الأول كان مسرحًا لمعارك بين بني إسرائيل والفلستيين. ويقع على بعد يوم مشيًا على الأقدام من شيلوه، ومع ذلك لم يتم تحديد موقعه في العصر الحديث بشكل مؤكد، حيث رجحه البعض أن موقعه قد يكون بالقرب من بيت إكسا، وقيل بالقرب من دير آبان.

## في سفر صموئيل الأول
ورد اسم حجر المعونة مرتين في سفر صموئيل الأول:
- في سفر صموئيل الأول 4: 1-11: هزم الفلستيون الإسرائيليين، على الرغم من أن الإسرائيليين جلبوا تابوت العهد إلى ساحة المعركة على أمل أن يحقق لهم نصراً مؤكداً إلهياً، إلا أن الفلستيون استولوا على تابوت العهد ولم يعودوا إلا بعد عدة شهور.
- في سفر صموئيل الأول 7: 2-14: هزم الإسرائيليون الفلستيون، بعد أن قدم صموئيل تضحية، حيث أخذ حَمَلًا رَضِيعًا وَأَصْعَدَهُ مُحْرَقَةً، وسمى هذا المكان «حجر المعونة»، فجاء في صمئويل الأول 7- 12: «فَأَخَذَ صَمُوئِيلُ حَجَرًا وَنَصَبَهُ بَيْنَ الْمِصْفَاةِ وَالسِّنِّ، وَدَعَا اسْمَهُ «حَجَرَ الْمَعُونَةِ» وَقَالَ: «إِلَى هُنَا أَعَانَنَا الرَّبُّ».»[2]